# Week-End Marriage
Pour plus de détails, voir Fiche technique et Distribution.
Week-End Marriage est un film américain réalisé par Thornton Freeland, sorti en 1932.

## Synopsis
Un père de famille, sans emploi, est jaloux de son épouse car cette dernière réussit tout ce qu'elle entreprend.

## Fiche technique
- Titre : Week-End Marriage
- Réalisation : Thornton Freeland
- Scénario : Sheridan Gibney d'après le roman de Faith Baldwin
- Photographie : Barney McGill
- Montage : Herbert I. Leeds
- Pays d'origine : États-Unis
- Format : Noir et blanc - 1,37:1 - Mono
- Genre : comédie
- Date de sortie : 1932

## Distribution
- Loretta Young : Lola Davis Hayes
- Norman Foster : Ken Hayes
- Aline MacMahon : Agnes Davis
- George Brent : Peter Acton
- Grant Mitchell : Doctor
- Vivienne Osborne : Shirley
- Sheila Terry : Connie
- J. Farrell MacDonald : Mr Davis
- Louise Carter : Mme Davis
- Roscoe Karns : Jim Davis